# Purmerplein

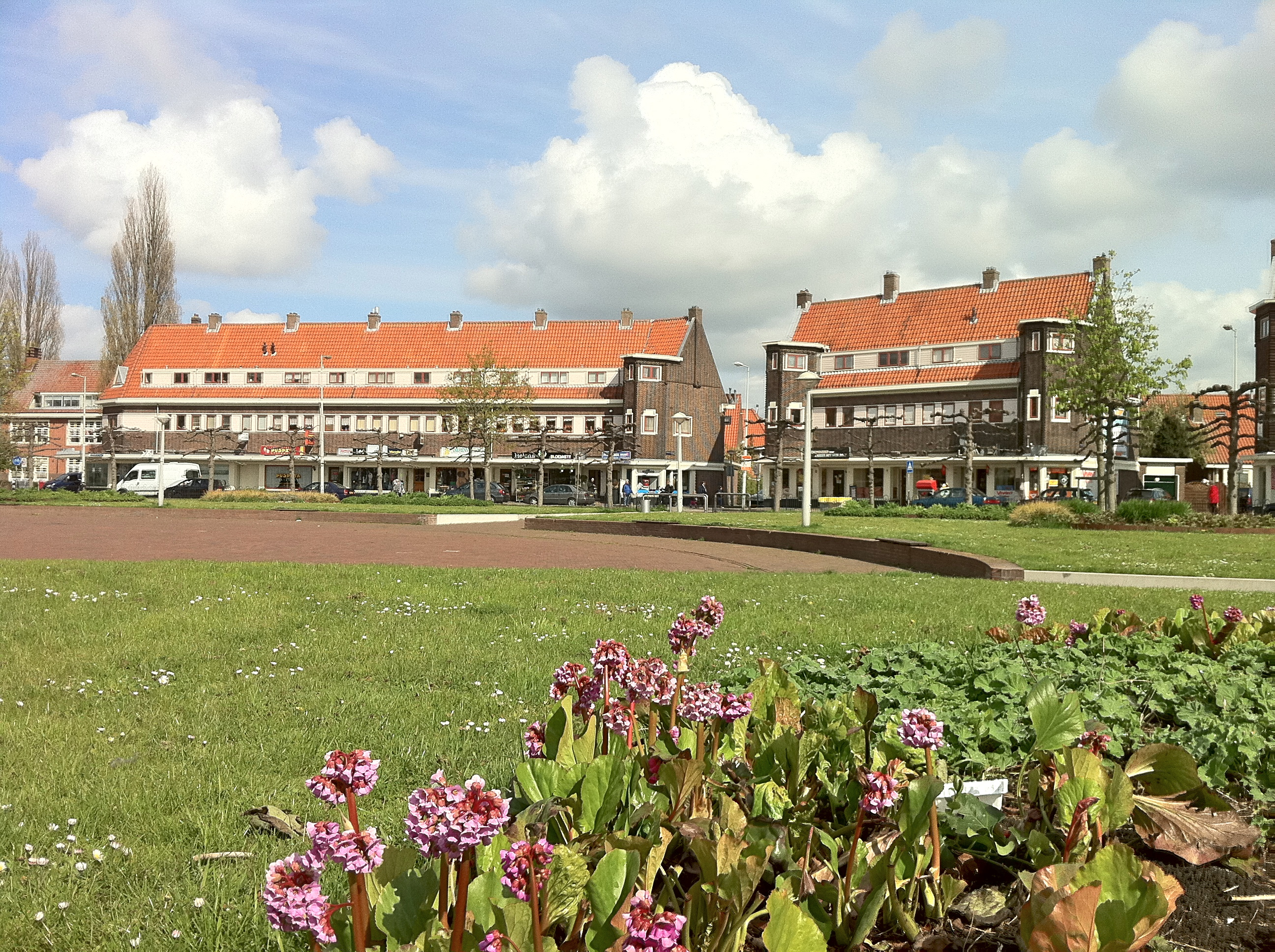
Purmerplein Nieuwendam.

Het Purmerplein in Amsterdam-Noord is een plein in het dorp Nieuwendam, dat sinds 1921 tot de gemeente Amsterdam behoort. Het Purmerplein vormt het centrum van Tuindorp Nieuwendam, een uitbreidingswijk met voornamelijk arbeiderswoningen die tussen 1924 en 1934 werd gebouwd onder regie van de Gemeentelijke Woningdienst Amsterdam.

## Oost-westroute
Het Purmerplein maakt deel uit van een doorgaande oost-westroute tussen de Nieuwe Leeuwarderweg en de IJdoornlaan. De Purmerweg en het Purmerplein (dat een onderbreking is van de Purmerweg) kwamen gereed aan het begin van de aanleg van Tuindorp Nieuwendam. De Volendammerweg volgde in de jaren 30, waarmee een alternatieve route ontstond voor de smalle en overbelaste Nieuwendammerdijk richting Zunderdorp, Schellingwoude en andere dorpen in Waterland. Voordat de half hoog gelegen Nieuwe Purmerweg werd geopend in 1970, sloot de Purmerweg bij de Buikslotermeerdijk aan op de Waddendijk.

## Stedenbouwkundig plan

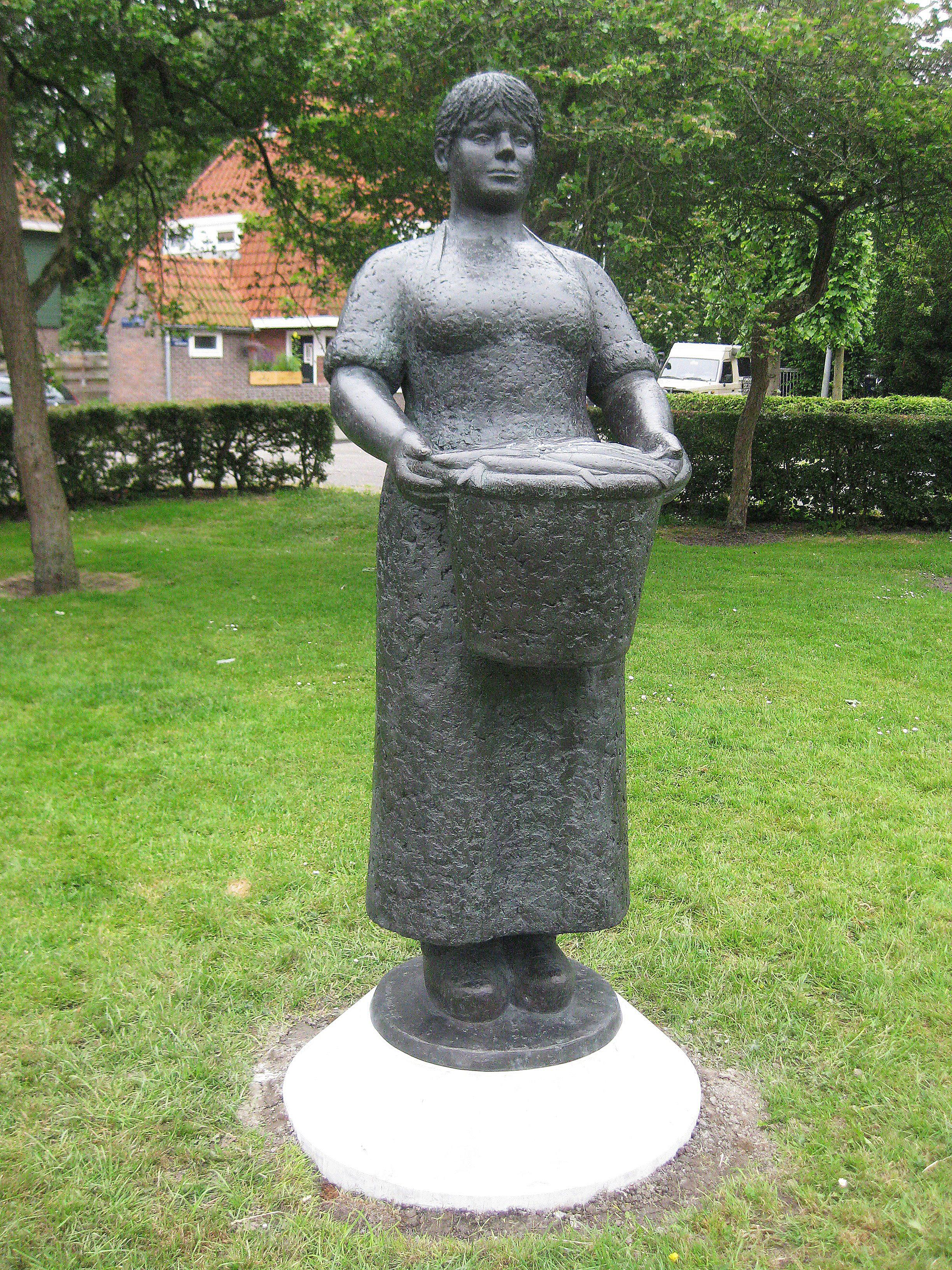
Visvrouw

Het stedenbouwkundig plan werd gemaakt door de architect Berend Boeyinga, destijds nog in dienst bij de Gemeentelijke Woningdienst. Het plein is ovaalvormig met knikken. In het midden van het plein bevindt zich een plantsoen waar vroeger een prieel stond. Aan weerszijden van het plein bevinden zich kenmerkende winkels met luifels en poortwoningen. Berend Boeyinga zelf was hiervan ook de architect. De bebouwing is uitgevoerd in de stijl van de Amsterdamse School als laagbouw in een tuindorp. Bijna alle panden rondom het plein zijn nu rijksmonument en worden verhuurd door woningcorporatie Ymere.

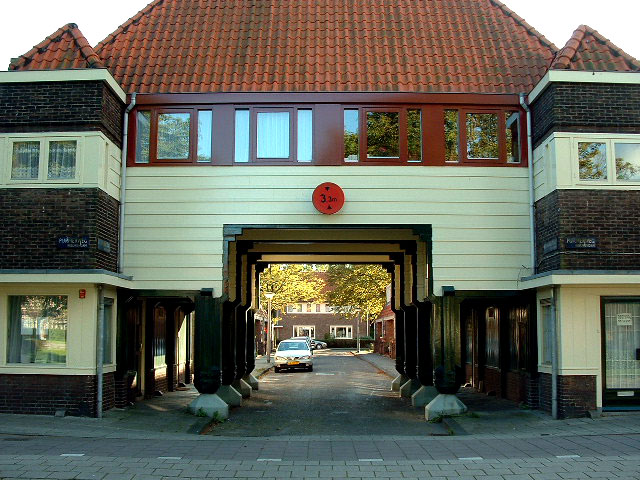
Poortwoningen
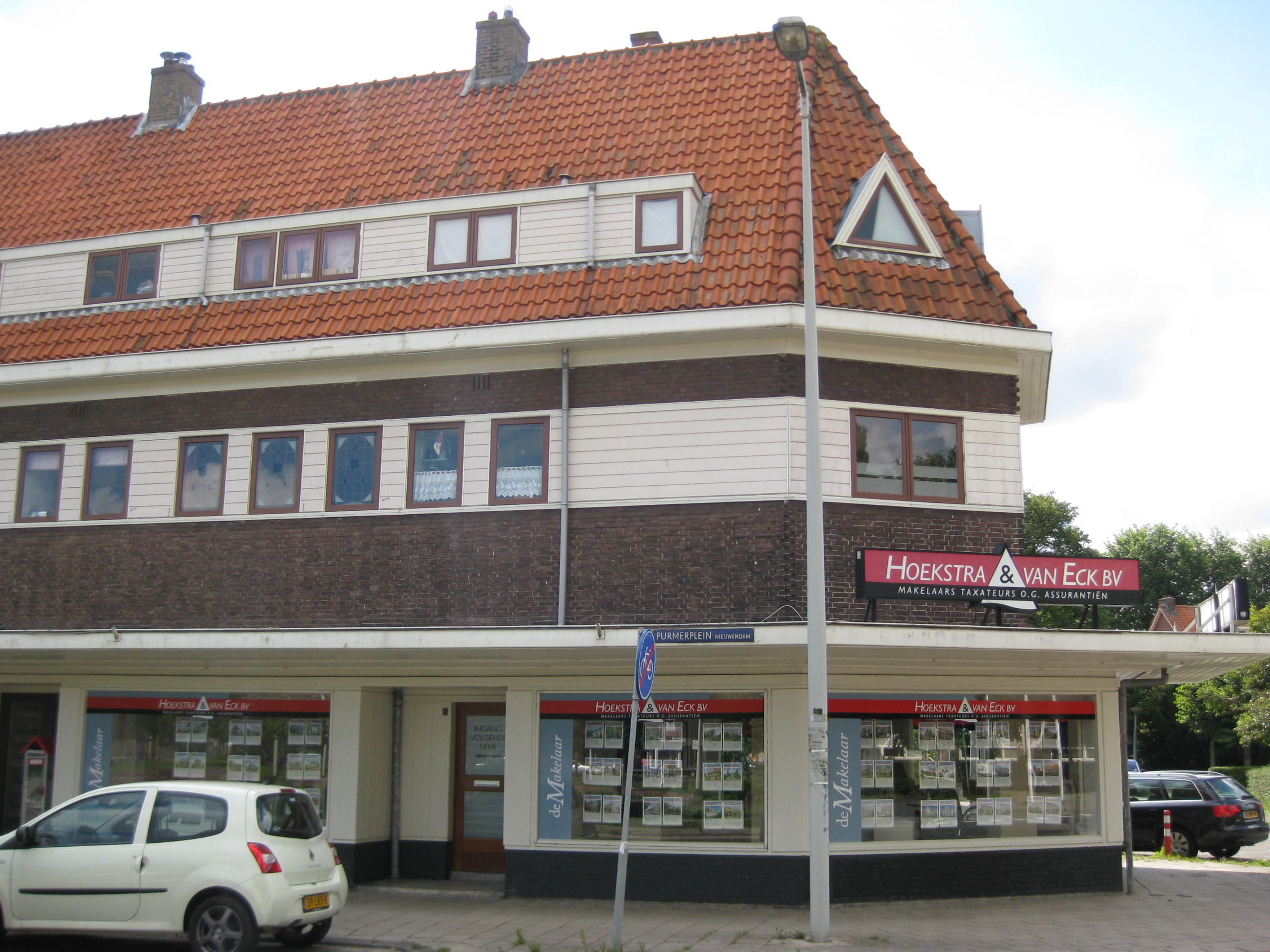
Hoekwoning
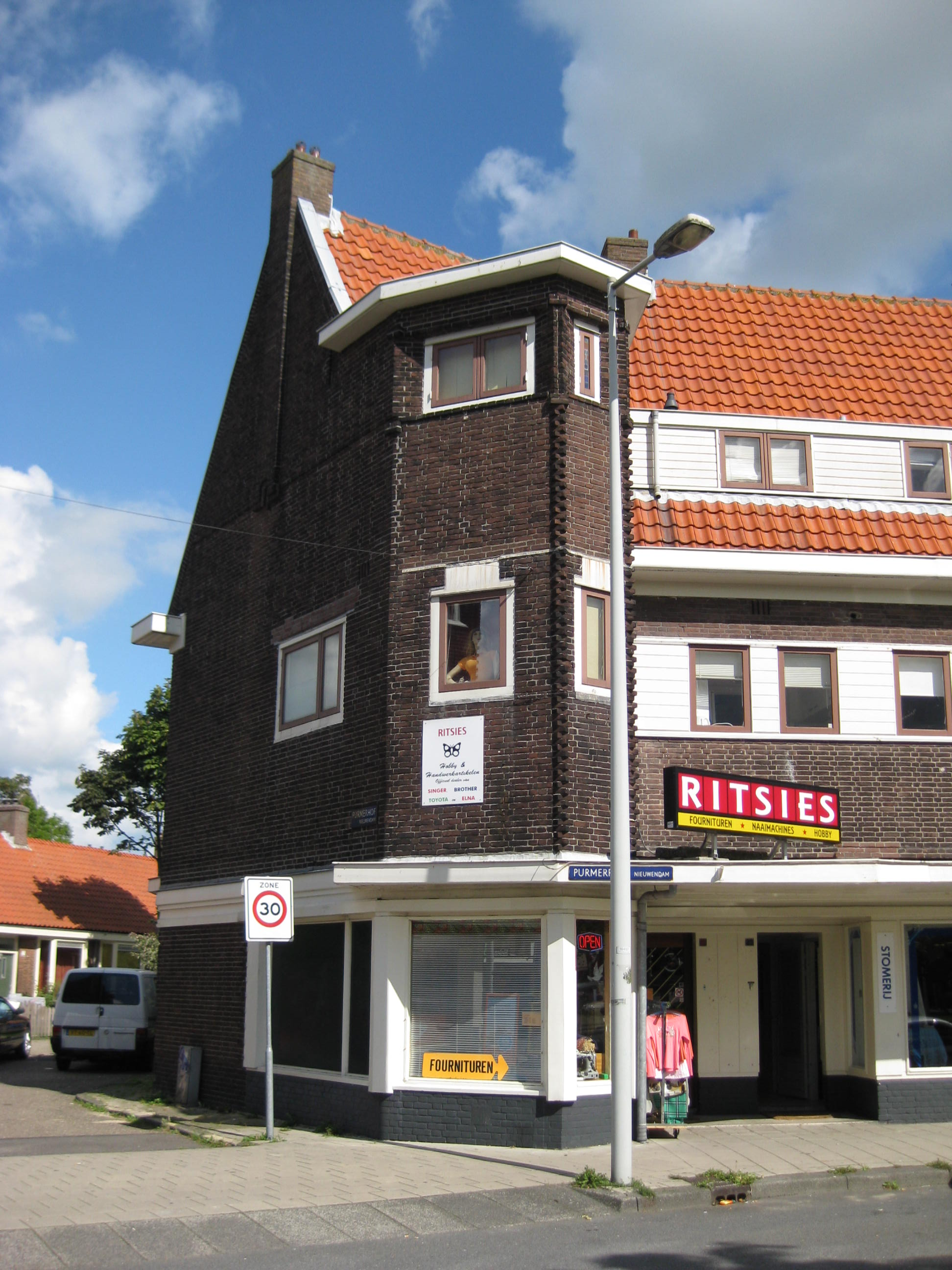
Hoekwoning

## Kunstwerk
Op 13 juni 2015 onthulde Erna Berends namens de bestuurscommissie Stadsdeel Noord een speciaal voor het Purmerplein ontworpen bronzen kunstwerk van Karin Beek, voorstellende een Visvrouw. Het beeld herinnert aan de tijd dat Amsterdam-Noord aan het water lag en er veel draaide om de visvangst, die dan in open manden werd verhandeld. Het is geschonken aan de bewoners van Tuindorp Nieuwendam.

## Openbaar vervoer
Buslijn 35, tot 1966 lijn C en tot 2018 lijn 32, rijdt al sinds 1947 over het plein.

## Naamgeving
De naam van het plein en de weg zijn bij een raadsbesluit van 4 november 1925 vastgesteld en vernoemd naar de droogmakerij de Purmer.

## Purmerhof
Naast het Purmerplein bestaat ook nog het Purmerhof ten noorden van het plein.